# 四川裸菀
四川裸菀（学名：Aster pseudosimplex）是菊科紫菀属的植物，是中国的特有植物。分布于中国大陆的四川等地，生长于海拔2,650米至3,000米的地区，多生于山坡草地或沟边。

## 描述
多年生草本植物，高約 10-67 公分。莖部斜立，單生或2-4叢生，不分支或自中部有2-3分支，被有白色軟毛。基生葉片具長柄，呈匙型。下層葉片會於花期枯落，中部莖生葉矩圓狀披針形或近橢圓形，長1.5-2.5厘米，寬3-6毫米，頂端鈍或急尖，基部圓形，無柄，全緣，兩面被白色糙毛狀長柔毛，中脈在上面凸陷，在下面突起；最上部葉疏離，條形，長約1厘米。單生頭狀花序，直徑2-2.5厘米；總苞半球形，長約6毫米，寬約1厘米；總苞片3-4層，覆瓦狀排列，外層稍短，披針形，長4-5毫米，寬1.2-1.5毫米，頂端急尖或鈍，背部稍有柔毛，綠色；內層倒卵狀矩圓形，長5-5.5毫米，寬1.5-2毫米，頂端急尖，邊緣寬膜質，有緣毛，背面上部紫紅色。舌狀花淡紫紅色，長16毫米，寬2毫米，管部長約2毫米，有腺狀微毛，管狀花黃色，長約4毫米，管長1毫米，有微毛。瘦果倒卵形，稍扁，邊緣的肋不顯明，長2毫米，寬1.3毫米，淡黃色，光滑，無冠毛。

## 分布
本種分布於四川西北部（康定、理縣、小金、大金、馬爾康）。

## 生態學
本種主要生長於山坡草地，溝邊。海拔2650-3000米。花果期7-9月。

## 异名
- Aster simplex C.C.Chang
- Asteromoea simplex (C.C.Chang) Hand.-Mazz.
- Gymnaster simplex (C.C.Chang) Y.Ling
- Gymnaster simplex (C.C.Chang) Ling ex J.Q.Fu
- Miyamayomena simplex (Hand.-Mazz.) Y.L.Chen